# Luis Barragán Morfín
Luis Barragán Morfín (n. Guadalajara, Jalisco, Mèxic; 9 de març de 1902 - Mèxic, D. F.; 22 de novembre de 1988) va ser un dels arquitectes mexicans més importants del segle XX i únic de la seva nacionalitat a obtenir el Premi Pritzker el 1980. Luis Barragán és un dels arquitectes més influents de la modernitat mexicana, la seva obra és notòria en arquitectes actuals no només en aspectes visuals sinó conceptuals. Les seves edificacions són freqüentment visitades per estudiants i catedràtics d'arquitectura de pràcticament tot l'orbe.

## Biografia
Luis Barragán va néixer en el si d'una pròspera família d'hisendats, molt catòlica com era el normal en les famílies de la seva estirp. Va ser fill de Juan José Barragán i Ángela Morfín. Va passar la seva infantesa al costat dels seus pares i els seus sis germans, tres dones i tres homes, al barri de Santa Mónica de la seva ciutat natal. Solia passar les seves vacances i perllongades estades en la hisenda de Corrals, en els voltants de Mazamitla, Jalisco. L'experiència infantil d'aquestes estades en el camp, en l'entorn rural mexicà, en la naturalesa serrana on estava la hisenda familiar, deixaria una profunda petjada que es reflectiria en la seva creació artística i donaria com a resultat la "definició d'un estil mexicà universal". Va estudiar a l'Escola Lliure d'Enginyers de Guadalajara, on va conèixer personatges com Rafael Urzúa i Pedro Castellanos, amb els qui va entaular una profunda i perdurable amistat. El seu interès per l'arquitectura, segons afirmava ell mateix, havia nascut fonamentalment de la influència de l'enginyer Agustín Basave, un dels seus il·lustres mestres.
Va viatjar a França i Espanya de 1925 a 1926; a París va visitar l'exposició Internationale des Arts Décoratifs et Industriels Modernes. Una de les imatges que més li va impressionar en aquesta època va ser la foto d'un jardí dissenyat per Ferdinand Bac, que aquest any havia publicat un llibre titulat Jardins enchantés, la qual cosa portaria al fet que s'establís una relació personal entre tots dos. En el seu viatge té una trobada amb les cultures mediterrànies, tant europees com musulmanes, que van influir en la seva arquitectura (especialment amb les ciutats mediterrànies, la jardineria i l'ús expressiu de l'aigua i amb l'Alhambra de Granada). Va conèixer Le Corbusier en 1931, quan va assistir a les seves conferències a París i va tenir l'oportunitat d'estudiar la seva obra.
Entre 1927 i 1936 va exercir la seva pràctica professional a Guadalajara remodelant i projectant cases, amb un estil derivat tant de les influències de l'arquitectura mediterrània com de les tradicions locals. La seva primera obra en forma va ser la remodelació de la casa del llicenciat Emiliano Robles León, notable advocat tapatío la casa del qual estava en la cantonada dels carrers de Pavo i Madero. En aquesta remodelació va destacar el treball de la fusta en barandals i portes, dissenyades pel mateix Barragán, així com el pati central, dotat d'una font. Encantat pel resultat de l'obra del jove arquitecte, el senyor Robles León li va encarregar posteriorment el projecte per a diverses cases per a renda així com el de la seva casa de descans en Chapala. La seva primera intervenció en l'espai públic va ser, juntament amb el seu germà Juan José, al parc de la Revolució de Guadalajara (del qual, desafortunadament, queden amb prou feines vestigis). En 1931 va viatjar a Nova York on va conèixer Frederick Kiesler i es va publicar per primera vegada a l'estranger un article sobre la seva obra en Architectural Review i House and Garden. Posteriorment va passar a residir a la ciutat de Mèxic, on va projectar diverses construccions habitacionals d'inspiració funcionalista i amb caràcter netament comercial, en la seva etapa coneguda com a racionalista. En 1951 va visitar el Marroc.